# (100462) 1996 TV9
(100462) 1996 TV9 es un asteroide perteneciente al cinturón de asteroides, descubierto el 15 de octubre de 1996 por el equipo del Observatorio Kleť desde el Observatorio Kleť, České Budějovice, República Checa.

## Designación y nombre
Designado provisionalmente como 1996 TV9.

## Características orbitales
1996 TV9 está situado a una distancia media del Sol de 2,321 ua, pudiendo alejarse hasta 2,662 ua y acercarse hasta 1,979 ua. Su excentricidad es 0,147 y la inclinación orbital 4,463 grados. Emplea 1291 días en completar una órbita alrededor del Sol.

## Características físicas
La magnitud absoluta de 1996 TV9 es 16,8.